# 糙尾褶鮡
糙尾褶鮡（学名：Pseudecheneis crassicauda）為輻鰭魚綱鯰形目鮡科的其中一種，為熱帶淡水魚類，分布於亞洲尼泊爾Tamur河流域，體長可達13.7公分，棲息在底層水域，生活習性不明。
其种加词“crassicauda”意为“厚尾的”。